# カリフォルニア・ミラマー大学
カリフォルニア・ミラマー大学（カリフォルニア・ミラマーだいがく、英語: California Miramar University）は、アメリカ合衆国カリフォルニア州サンディエゴに立地する通信制大学である。2009年に通信制の大学として認定を受けた。